# Kanton Bethoncourt
 Bethoncourt is een kanton van het Franse departement Doubs. Het kanton maakt deel uit van het arrondissement Montbéliard.    

In 2020 telde het 30.562 inwoners.

Het kanton werd gevormd ingevolge het decreet van 25 februari 2014 met uitwerking op 22 maart 2015 met Bethoncourt als hoofdplaats. 

## Gemeenten
Het kanton omvat volgende 11 gemeenten
- Allenjoie
- Bethoncourt
- Brognard
- Dambenois
- Étupes
- Exincourt
- Fesches-le-Châtel
- Grand-Charmont
- Nommay
- Sochaux
- Vieux-Charmont